# Adâncata (Suceava)
Adâncata is een Roemeense gemeente in het district Suceava.
Adâncata telt 4204 inwoners.